# Pselaphostena arnoldi
Pselaphostena arnoldi es una especie de coleóptero de la familia Mordellidae.

## Distribución geográfica
Habita en  África.